# L'ultima festa (album Cosmo)
L'ultima festa è il secondo album in studio del cantante italiano Cosmo, pubblicato l'8 aprile 2016.

## Tracce
Testi e musiche di Marco Jacopo Bianchi.
1. Le voci – 5:50
2. L'ultima festa – 3:55
3. Dicembre – 4:09
4. L'altro mondo – 3:43
5. Impossibile – 4:45
6. Cazzate – 3:09
7. Regata '70 – 4:59
8. Un lunedì di festa – 4:23